# Molophilus pectinatus
Molophilus pectinatus är en tvåvingeart som beskrevs av Alexander 1928. Molophilus pectinatus ingår i släktet Molophilus och familjen småharkrankar. Inga underarter finns listade i Catalogue of Life.